# 霍赫施塔采爾山
47°18′40″N 10°5′2″E / 47.31111°N 10.08389°E

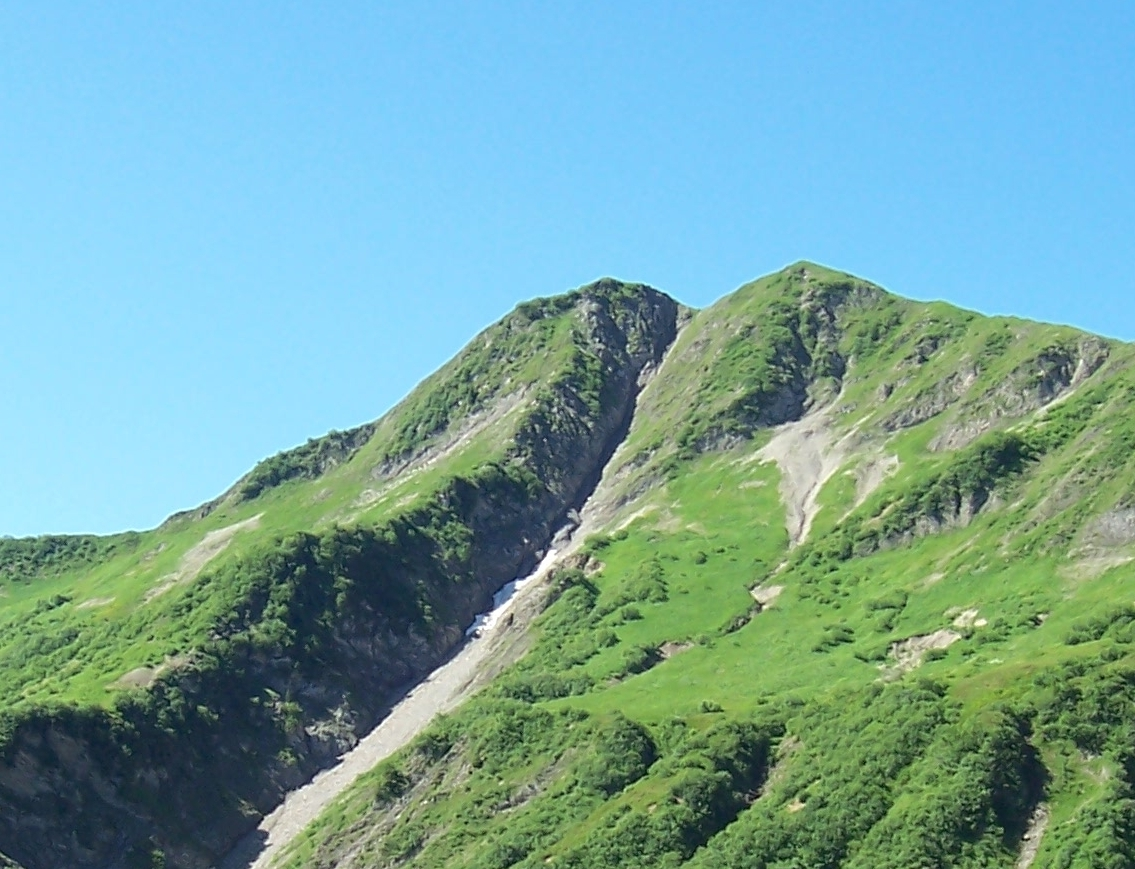

霍赫施塔采爾山（德語：Hochstarzel），是奧地利的山峰，位於該國西部，由福拉爾貝格州負責管轄，屬於阿爾高阿爾卑斯山脈的一部分，距離金特勒峰1.1公里，海拔高度1,974米，每年平均降雨量1,730毫米。